# Acanthodactylus robustus
Acanthodactylus robustus (кремезна гребнепала ящірка) — вид ящірок родини ящіркових (Lacertidae). Мешкає на Близькому Сході.

## Поширення і екологія
Кремезні гребнепалі ящірки мешкають на півночі і північному сході Йорданії, на півдні Сирії, на півночі Саудівської Аравії та на південному заході Іраку. Вони живуть в Сирійській пустелі, на сухих, порослих чагарниками рівнинах. відкладають яйця.